# Dragoslav Ražnatović
Dragoslav Ražnatović (cyr. Драгослав Ражњатовић; ur. 19 kwietnia 1941 we Vranju) – serbski koszykarz, w barwach Jugosławii srebrny medalista olimpijski z Meksyku.
Był zawodnikiem klubu Radnički Beograd i reprezentacji Jugosławii. Srebro igrzysk w 1968 jest jego największym sportowym sukcesem (brał udział także w igrzyskach w 1964 – siódme miejsce), choć miał w dorobku również srebro mistrzostw świata (1963 i 1967) oraz dwa medale mistrzostw Europy.

## Osiągnięcia
Klubowe
- Mistrz Jugosławii (1973)

Reprezentacja
- Wicemistrz:
  - olimpijski (1968)
  - świata (1963, 1967)
  - Europy (1965)
- Brązowy medalista mistrzostw Europy (1963)